# Province de Kampong Thom
La province de Kampong Thom (កំពង់ធំ "grand port" en khmer) est une province du Cambodge. Elle comprend neuf districts :
- 0600 Kampong Thom comme chef-lieu de province mais aussi district pour cette province de Kampong Thom
- 0601 Baray ("bassin", cf. les baray d'Angkor)
- 0602 Kampong Svay ("port des manguiers")
- 0603 Stueng Saen ("rivière de Saen", nom propre dérivé du sanskrit sena : "soldat")
- 0604 Prasat Balangk ("temple avec le trône", du sanskrit prāsāda : "tour, temple" et du pali pallaṅka : "siège, trône")
- 0605 Prasat Sambour ("temple de l'acacia")
- 0606 Sandan ("Garcinia loureiri (Clusiacées, famille du mangoustanier)")
- 0607 Santuk ("Melastoma spp.")
- 0608 Stoung

## Démographie
|                                            | Kampong Thom | Kampong Thom | Cambodge    | Cambodge    |
| 1998                                       | 2008         | 1998         | 2008        |             |
| Population totale                          | 569 060      | 630 803      | 11 437 656  | 13 388 910  |
| Croissance de la population 1998 - 2008    | 10,8 %       | 10,8 %       | 17 %        | 17 %        |
| Taux de la population rurale               | 94,49 %      | 94,93 %      | 82,29 %     | 80,47 %     |
| Densité                                    | 41 hab./km2  | 46 hab./km2  | 64 hab./km2 | 75 hab./km2 |
| Sex-ratio (Nombre d'hommes pour une femme) | 0,921        | 0,945        | 0,93        | 0,942       |
| Taille moyenne des foyers                  | 5,3 membres  | 4,7 membres  | 5,2 membres | 4,7 membres |